# Potássio
O potássio é um elemento químico de símbolo K (do latim "kalium", nome original da sua base KOH), número atômico 19 (19 prótons e 19 elétrons), distribuição eletrónica 2-8-8-1, metal alcalino, de massa atómica 39 u, coloração branco prateado, abundante na natureza, encontrado principalmente nas águas salgadas e outros minerais. Oxida-se rapidamente com o oxigênio do ar, é muito reativo especialmente com a água e se parece quimicamente com o sódio.
É um elemento químico essencial para o homem, encontrado em muitas hortaliças, e essencial para o crescimento das plantas.
Empregado em células fotoelétricas. Foi descoberto por Humphry Davy, em 1807, a partir da eletrólise do hidróxido de potássio (KOH).

## Principais características

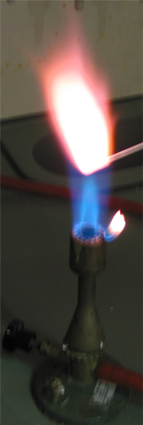
Queima de teste do potássio

Tem o Raio atômico maior que o do Hélio.
É o segundo metal mais leve. É um elemento muito maleável - pode ser cortado facilmente com uma faca. Tem um ponto de fusão muito baixo, arde com chama violeta e apresenta uma coloração prateada nas superfícies não expostas ao ar, já que se oxida com rapidez. Entretanto, deve ser armazenado dentro de um recipiente com querosene.
Assim como os demais metais alcalinos, reage violentamente com a água, desprendendo hidrogênio (H2), podendo inflamar-se espontaneamente em presença desta substância.

## Aplicações
- O potássio é um metal empregado em células fotoelétricas.
- O cloreto de potássio e o nitrato de potássio são empregados como fertilizantes.
- Potássio é exigido em grandes quantidades pelas plantas por ser um regulador de pressão osmótica, ativador de enzimas, além de ser importante na formação de frutos, resistência ao frio e doenças.[1]
- O peróxido de potássio é usado em aparatos de respiração de bombeiros e mineiros.
- O nitrato também é usado na fabricação de pólvora, o cromato de potássio e o dicromato de potássio em pirotecnia.
- O carbonato de potássio é empregado na formação de cristais.
- A liga NaK, uma liga de sódio e potássio , é um material usado como transferente de calor.
- O cloreto de potássio é utilizado para provocar parada cardíaca em injeções letais.

Outros sais de potássio importantes são o brometo de potássio, cianeto de potássio, iodeto de potássio e o sulfato de potássio, entre outros. Uma importante base é o hidróxido de potássio.
Os sabões à base de potássio são os chamados "sabões moles", tais como os cremes de barbear.
Dietas ricas em potássio podem exercer papel na prevenção e tratamentos da hipertensão arterial reduzindo os efeitos adversos do consumo de sal.

## Ação biológica
O íon K+ está presente nas extremidades dos cromossomos (telômeros) estabilizando a estrutura. O íon hexaidratado (igual ao correspondente íon magnésio) estabiliza a estrutura do ADN e do ARN compensando a carga negativa dos grupos fosfatos.
A bomba de sódio é um mecanismo pelo qual se conseguem as concentrações requeridas de íons K+ e Na+ dentro e fora da célula - concentrações de íons K+ mais altas dentro da célula do que no exterior - para possibilitar a transmissão do impulso nervoso. A diminuição do nível de potássio no sangue provoca hipopotassemia.
Hortaliças como beterraba e couve-flor e frutas como a abacate, banana, damasco, cereja, ameixa, pêssego,  são alimentos ricos em potássio.
É um elemento, também, essencial para o crescimento das plantas, sendo um dos três elementos consumidos em maior quantidade. O íon potássio, encontrado na maioria dos tipos de solo, intervém na respiração¡¡
Sua carência nos humanos pode causar: acne, prisão de ventre, depressão, cansaço, problemas de crescimento, insônia, fraqueza muscular, nervosismo, dificuldades respiratórias, cãimbras, retenção de sal e batimentos cardíacos fracos.
Seu excesso (em nível de nutriente), a hipercaliemia ou hiperpotassemia, nos humanos pode causar: fraqueza e dificuldade na articulação das palavras.

## História
O nome potássio vem do latim científico pontassionim, e este do neerlandês pottasche, cinza de pote, nome dado por Humphry Davy ao ser descoberto em 1807. Foi o primeiro elemento metálico isolado por eletrólise, no caso a partir da potassa (KOH), composto de cujo nome latino, Kalium, originou o símbolo químico do potássio.
O próprio Davy descreveu o seguinte relato de sua descoberta ante a "Sociedade Real Britânica" de Londres em 19 de novembro de 1807: «Coloquei um pequeno fragmento de potassa sobre um disco isolado de platina comunicando-o com o lado negativo de uma bateria elétrica de 250 placas de cobre e zinco em plena atividade. Um filamento de platina em contato com o lado positivo foi posto em contato com a parte superior da potassa. Todo o aparato funcionando ao ar livre. Nestas circunstâncias manifestou-se uma atividade muito viva; a potassa começou a fundir-se nos dois pontos de eletrização. Na parte superior (positiva) ocorreu uma viva efervescência, determinada pelo desprendimento de um fluido elástico; na parte inferior (negativa) não ocorreu nenhum desprendimento de fluido elástico, porém apareceram pequenos glóbulos de vivo brilho metálico semelhantes aos glóbulos de mercúrio. Alguns destes glóbulos, a medida que formavam, ardiam explosivamente numa chama brilhante; outros perdiam pouco a pouco o seu brilho e encobriam-se finalmente de uma crosta branca. Estes glóbulos formavam a substância que eu buscava, era a base de um combustível peculiar, era a base da potassa: o potássio.»
A importância da descoberta é a confirmação da hipótese de Antoine Lavoisier de que a soda e a potassa reagiam com os ácidos do mesmo modo que os óxidos de chumbo e prata, porque eram formados de um metal combinado com o oxigênio, finalmente confirmado com o isolamento do potássio e, uma semana após, o sódio pela eletrólise da soda. Além disso, a obtenção do potássio permitiu a descoberta de outros elementos já que, devido a sua elevada reatividade, é capaz de decompor óxidos retirando-lhes o oxigênio, deste modo, foram isolados o silício, o boro e o alumínio.
John Ayrton Paris conta a seguinte anedota: logo depois da descoberta do potássio, Dr. George Pearson  visitou o laboratório da Royal Institution e, sendo apresentado à nova substância, ao observar seu brilho, exclamou, sem hesitação, "Ora, é um metal, sem dúvida!" e, ao balançar o elemento em seu dedo, acrescentou, com grande confiança, "Bendito seja, como é pesado!" A associação entre o brilho metálico e o grande peso dos metais era tão forte que até enganava os sentidos, pois o potássio tem densidade menor que a água.

## Abundância e obtenção

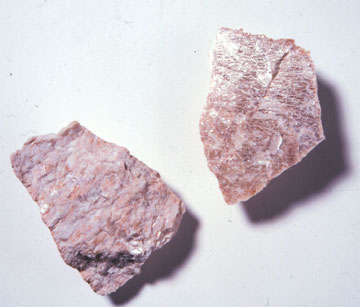
K no feldspato.

O potássio constitui cerca de 2,4% em peso da crosta terrestre, sendo o sétimo elemento mais abundante. Devido a sua insolubilidade é muito difícil obter o metal puro a partir dos seus minerais. Ainda assim, em antigos leitos marítimos e lagos existem grandes depósitos de minerais de potássio (carnalita, langbeinita, polihalita e silvina) dos quais é economicamente viável a extração do metal e seus sais.
A principal fonte de potássio é a potassa, extraída, entre outros locais, na Califórnia, Novo México e Utah nos Estados Unidos, e Alemanha. Em Saskatchewan há grandes depósitos de potassa a 900 metros de profundidade, que no futuro podem converter-se em importantes fontes de potássio e sais de potássio.
Os oceanos também podem ser provedores de potássio, porém num mesmo volume de água salgada, a quantidade de potássio presente é muito menor que a de sódio diminuindo o rendimento econômico da operação.
Atualmente o metal puro é obtido por eletrólise de sua base (hidróxido de potássio, KOH) do mesmo modo que o sódio. Como o sódio pode substituir satisfatoriamente o potássio e a sua obtenção é mais barata, o potássio tem sido menos usado que o sódio.
Os métodos anteriores de obtenção do potássio como os de Gay-Lussac e Thenard até 1823 e, posteriormente, os de Sainte-Claire Deville e Brunner apresentavam um rendimento deficiente para a obtenção em escala industrial.

## Isótopos
São conhecidos vinte isótopos de potássio, três deles naturais K-39 (93,3%), K-40 (0,01%) e K-41 (6,7%). O K-40, com um vida média de 1,25E9 anos, decaindo a Ar-40 (11,2%) e Ca-40 (88,8%).
A desintegração de K-40 em Ar-40 é empregada como método para a datação de rochas. O método K-Ar convencional se baseia na hipótese de que as rochas não continham argónio quando se formaram e o formado não escapou, de modo que a quantidade presente provém da completa e exclusiva desintegração do potássio original. A medição da quantidade de potássio e Ar-40 fornece o procedimento de datação adequado para a determinação da idade de minerais como o feldspato vulcânico, moscovita, biotita e hornblenda, geralmente as amostras de rochas vulcânicas e intrusivas que não tenham sofrido alterações.
Além da datação, os isótopos de potássio são muito utilizados em estudos do clima e, em estudos sobre o ciclo dos nutrientes por ser um macronutriente importante para a vida.

## Precauções
O potássio sólido reage razoavelmente com a água, mais que o sódio, por isso, deve ser conservado imerso num líquido apropriado como azeite ou querosene.
Devem-se tomar, na sua manipulação, os mesmos cuidados que se tomam com o sódio.